# Idioma iñapari
El iñapari es una lengua severamente amenazada de la familia arawak, en 1999 se identificaron 4 hablantes en Perú a lo largo del río Las Piedras cerca de la desembocadura del río Sabaluyoq, por lo que probablemente ya sea una lengua extinta. La lengua fue hablada también en el Departamento de Pando en Bolivia, pero allí se habría extintiguido completamente. Los últimos cuatro hablantes son bilingües en iñapari y español y ninguno de ellos tenía ningún hijo, lo que probablemenete conducirá a la extinción de la lengua tras su muerte. Existe un diccionario publicado de iñapari.Actualmente según el Ministerio de Cultura hay 6 hablentes de iñapari (incluyendo a los cuatro hablantes anteormente identificados en 1999) todos ellos viven en la provincia Tahuamanu, departamento de Madre de Dios.